# Lago Jacarey
Lago Jacarey é uma pequena lagoa urbana localizada na Zona Sul da cidade de Fortaleza, no Brasil , mais precisamente entre os bairros Cambeba e Cidade dos Funcionários. O nome Lago Jacarey deriva do fato de por volta da década de 1970 ter sido encontrado um grande jacaré às margens do lago.
O local é considerado um dos maiores polos gastronômicos da cidade de Fortaleza, juntamente com os bairros da Varjota e da Praia de Iracema, recebendo milhares de pessoas todos os fins de semana e dispondo de uma excelente infraestrutura para a prática de esportes e lazer, além de uma feira de artesanato aos fins de semana. Ao seu entorno pode-se encontrar as mais diferentes opções da culinária mundial desde a brasileira até a coreana.